# Дмитриев, Павел Михайлович
Павел Михайлович Дмитриев (1872—1904) — инженер-механик, участник русско-японской войны, погиб в бою.

## Биография

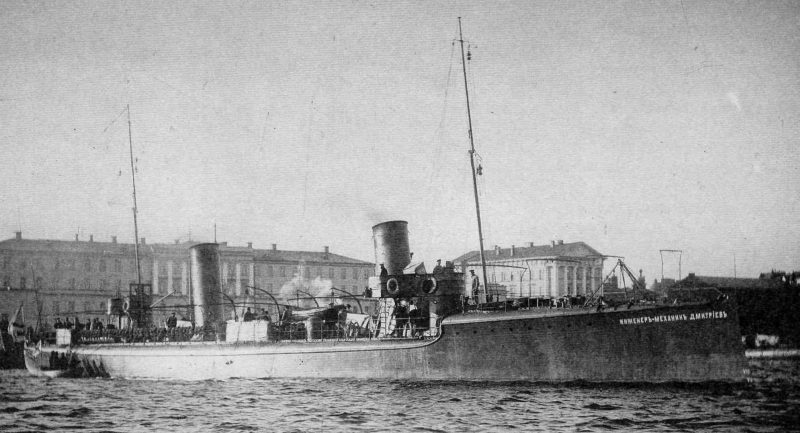
Эскадренный миноносец «Инженер-механик Дмитриев»

Павел Михайлович Дмитриев родился 4 (16) января 1872 года в Екатеринбурге в купеческой семье.
Учился в 3-й Московской гимназии, откуда перешёл в 1888 году в Московское реальное училище. После окончания училища в 1891 году он поступил в Императорское Московское техническое училище.
В 1897 году, после окончания училища, был призван на военную службу. По прохождению пробного трёхмесячного плавания на броненосце «Три святителя» Черноморского флота был зачислен по прошению на действительную службу младшим инженер-механиком. Служил на миноносцах Сибирского флотского экипажа и в доках г. Владивостока.
В 1901 году, не желая мириться с покрываемым начальством воровством на флоте, подал рапорт и вышел в запас. Вернулся в Екатеринбург, работал инженером на заводе Ф. Е. Ятеса, заведовал льнопрядильной фабрикой братьев Макаровых, пытался организовать собственное дело. Вступил в Уральское общество любителей естествознания, принимал участие в любительских спектаклях.
В 1904 году, в связи с началом русско-японской войны, был вновь призван на военную службу в доки Владивостока, но своё место уступил семейному и многодетному товарищу, и направлен на боевой корабль. 22 февраля 1904 года был назначен судовым механиком миноносца «Страшный».
31 марта 1904 года, в ходе разведки миноносец «Страшный» был окружён превосходящими силами противника. Экипаж «Страшного» принял бой с шестью японскими кораблями. В самом начале боя был убит командир капитан 2 ранга К. К. Юрасовский, его сменил лейтенант Е. А. Малеев.
Во время боя П. М. Дмитриев находился на верхней палубе. Под конец боя, когда вся прислуга орудий была убита, Дмитриев лично взялся за ручки управления стрельбой торпедного аппарата, чтобы произвести выстрел, но в это время японский снаряд попал в этот аппарат. От взрыва палуба миноносца была проломлена и исковеркана. Разворотило цилиндры обеих ходовых машин и перебило главную паровую магистраль. Сам Павел Дмитриев был разорван пополам. Миноносец затонул. Из экипажа корабля остались в живых только пять нижних чинов, спасённые русским крейсером «Баян».

## Память
- По Высочайшему повелению в память о героическом бое экипажа корабля были названы четыре миноносца: новый миноносец «Страшный», миноносцы «Капитан Юрасовский», «Лейтенант Малеев» и «Инженер-механик Дмитриев», который был спущен на воду в 1906 году и вошёл с состав Балтийского флота[2].
- В феврале 1906 года, по предложению друзей и однокурсников Павла Дмитриева, была учреждена стипендия имени инженера-механика Павла Михайловича Дмитриева для лучших учеников Екатеринбургского Алексеевского реального училища в размере 500 рублей.
- 1 октября 1906 года сестра Дмитриева — Мария Михайловна открыла первую в Екатеринбурге бесплатную общедоступную библиотеку и назвала её именем погибшего брата. Библиотека была ликвидирована в 1921 году.

## Семья
- Отец — Дмитриев Михаил Иванович, купец 2-й гильдии.
- Дядя — Дмитриев Василий Иванович, купец 2-й гильдии.
- Сестра — Мария Михайловна
- Сестра — Наталья Михайловна